# Badkommissar (Bad Kissingen)
Der Badkommissar oder Badkommissär, später staatlicher Kurdirektor, war bis 1998 der höchste Vertreter der bayerischen Landesregierung im einst königlich bayerischen und heute freistaatlich-bayerischen Staatsbad Bad Kissingen.

## Geschichte

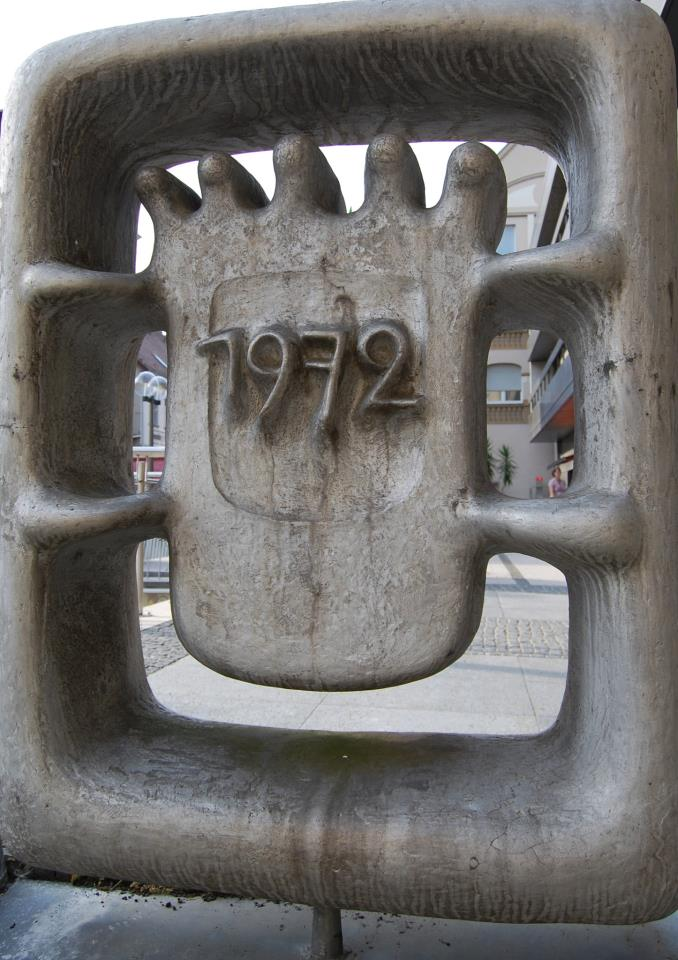
Wappenzier am 1972 errichteten Gebäude der Bad Kissinger Kurverwaltung (Am Kurgarten)

Erste Pläne zur Einführung eines Badkommissariats, verbunden mit der Aufgabe der polizeilichen Aufsicht über den Kurbetrieb, gab es für Bad Kissingen schon seit 1821 unter seinem ersten Landrichter Georg Friedrich Conrad, der auch für den Kurbetrieb verantwortlich war. Doch wurde diese offizielle Amtsbezeichnung doch wohl erst Anfang der 1830er Jahre unter Landrichter Theodor Boveri eingeführt. Bis 1862 blieb der Bad Kissinger Landrichter dann in Personalunion auch Badkommissar. Erst 1862 wurden in Bayern Justiz und Verwaltung getrennt. Seitdem war der Bezirksamtmann (Amtsvorsteher) zugleich verantwortlicher Badkommissar.
Als Badkommissar unterstand dem jeweiligen Regierungsbeamten die organisatorische Verwaltung und Beaufsichtigung des gesamten Kurbetriebes in den Staatsbädern Bad Kissingen und Bad Bocklet sowie Verwaltung und Unterhalt der landeseigenen Grundflächen und Immobilien innerhalb seines Bezirks. Wegen seiner Zuständigkeit für die allgemeine Bezirksverwaltung wurde die Position des Badkommissars meistens mit einem Verwaltungsjuristen im Rang eines (Ober-)Regierungsrates besetzt. Dieser wurde in den Aufgaben des Kurbetriebes unterstützt von einem Badinspektor.
Ab Januar 1952 wurde in der Amtszeit Hans Wutzlhofers der Begriff des Badkommissariats durch den der Staatlichen Kurverwaltung und der des Badkommissars durch den des staatlichen Kurdirektors ersetzt – jetzt mit Verantwortung nur für Kurbetrieb und staatliches Eigentum in den beiden Staatsbädern, zeitweilig auch zusätzlich für das Staatsbad Bad Brückenau. Die Regierungsverantwortung über den Bezirk aber wurde nun anderen Dienststellen übertragen. Die Position des Bad Kissinger Kurdirektors wurde bis 1998 ausschließlich mit einem Beamten des höheren Dienstes aus der Finanzverwaltung besetzt. Die Kurverwaltung unterstand bis 1998 dem bayerischen Staatsministerium der Finanzen.
Im November 1998 wurde die Staatliche Kurverwaltung Bad Kissingen unter Einbindung der stadteigenen Bad Kissinger Bäderverwaltungs-OHG nach privatwirtschaftlichem Vorbild in die Bayerische Staatsbad Bad Kissingen GmbH umgewandelt. Anteile an dieser GmbH halten seitdem der Freistaat Bayern und die Stadt Bad Kissingen. An die Stelle des historischen Badkommissars und späteren Kurdirektors ist nun der GmbH-Geschäftsführer getreten. Diese Position wird nicht mehr mit Beamten, sondern ausschließlich mit Führungskräften aus der freien Wirtschaft besetzt. Doch auch heute noch wird der GmbH-Geschäftsführer in der Öffentlichkeit gern als Kurdirektor bezeichnet.

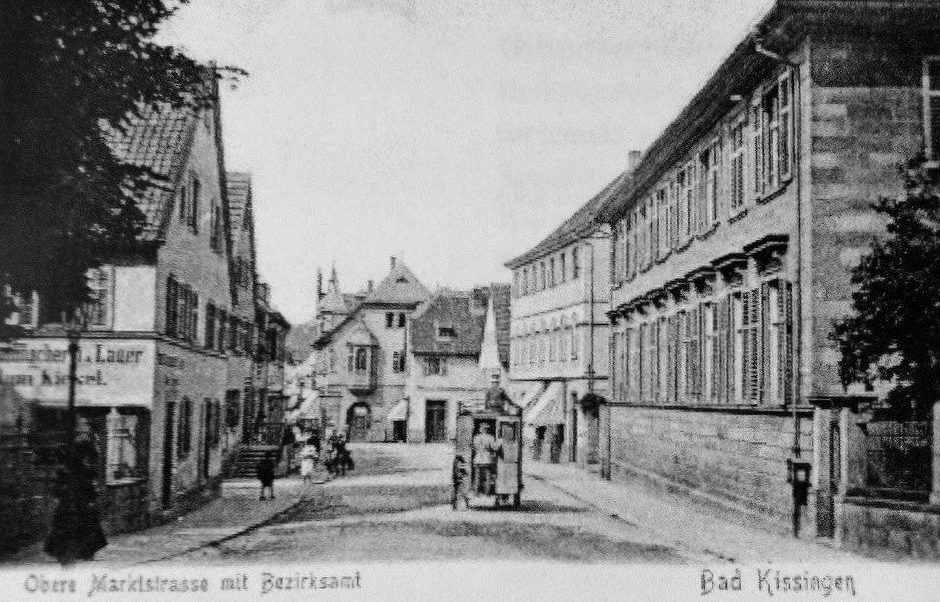
Früheres Bezirksamt in Bad Kissingen, Obere Marktstraße (rechts, um 1900)

## Amtssitz
Das Bad Kissinger Landgericht hatte bis 1827 seinen Sitz in dem 1804 errichteten Gebäude an der (heutigen) Zwingergasse zwischen Mühlgasse und Oberer Marktstraße. Ab 1827 hatte der Landrichter (ab 1862 der Bezirksamtmann) und Badkommissar seinen Amtssitz im neuen und größeren Gebäude am Ende der Oberen Marktstraße. Von 1972 bis 2014 (Abriss) befand sich die Staatliche Kurverwaltung in einem zu diesem Zweck vom Freistaat Bayern errichteten Bürogebäude am Kurgarten 1. Bis zum Bezug neuer Räumlichkeiten (2018) in dem generalsanierten und dann als Bürogebäude genutzten früheren Luitpoldbad, hatte die Staatsbad GmbH ihren Sitz an wechselnden Standorten in Bad Kissingen.

## Liste der Bad Kissinger Badkommissare bzw. Kurdirektoren (Auswahl)

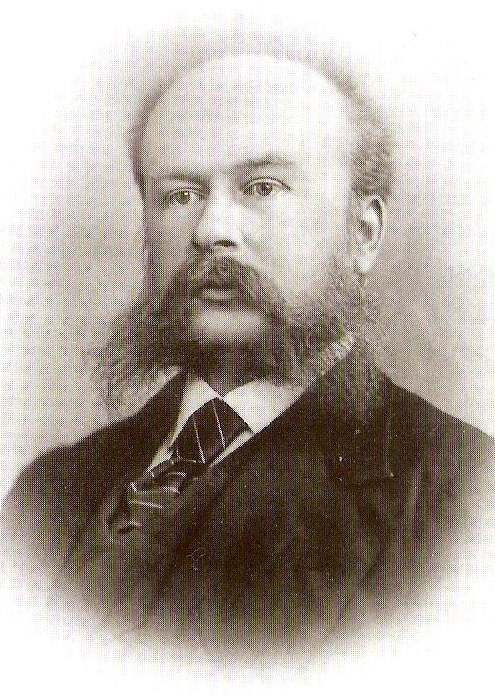
Friedrich Graf von Luxburg,
1856–1863 Badkommissar von Kissingen

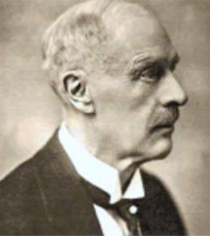
Alexander Freiherr von Moreau

- 1804–1823: Georg Friedrich Conrad, der erste Landrichter von Bad Kissingen; zu Conrads Amtszeit gab es die offizielle Amtsbezeichnung eines Badkommissars noch nicht, obwohl der Landrichter auch für den ordnungsgemäßen Ablauf des Kurbetriebes und für die Sicherheit der Gäste verantwortlich war.
- 1823–1835: Theodor Boveri (1785–1854), Landrichter, später bis 1848 am Landgericht Bamberg II, war in Personalunion der erste offizielle Badkommissar Bad Kissingens.
- 1835–1838: Hans Carl Freiherr von Thüngen, Landrichter, später Präsident des Appellationsgerichts Unterfranken in Aschaffenburg
- 1838–1841: Julius Freiherr von Rotenhan, Landrichter, zuletzt Regierungsdirektor bei der Regierung von Oberfranken in Bayreuth
- 1841–1846: Philipp Freiherr von Zu Rhein (1809–1870), Landrichter, zuletzt Regierungspräsident von Oberfranken
- 1847–1848 war das Amt unbesetzt
- 1849–1851: Ernst Freiherr von Lerchenfeld (1816–1873), Landrichter, später Regierungspräsident von Oberfranken
- 1851–1853: Philipp Heim (* 1794), Landrichter, danach in den Ruhestand versetzt
- 1853–1856: Wilhelm Bucher (1812–1886), Landrichter, zuletzt Regierungsrat bei der Regierung von Oberfranken
- 1856/58–1863: Friedrich Graf von Luxburg (1829–1905), zunächst Landrichter, ab 1862 Bezirksamtmann, zuletzt Regierungspräsident von Unterfranken, Ehrenbürger von Bad Kissingen
- 1863–1869: Joseph von Parseval (1825–1887), Bezirksamtmann, bayerischer Regierungsrat und Kammerherr
- 1869–1875: Clemens Graf zu Pappenheim (1822–1904), Bezirksamtmann, bayerischer Regierungsrat
- 1875–1876: Luitpold du Jarrys Freiherr von La Roche (1837–??), Bezirksamtmann
- 1876–1880: Friedrich Freiherr du Prel (1798–1891), Bezirksamtmann
- 1880–1884: Friedrich Freiherr von Braun, Bezirksamtmann
- 1884–1906: Hermann von Mauchenheim genannt Bechtolsheim (1836–1910), Bezirksamtmann, Ehrenbürger von Bad Kissingen für 22-jährige Amtszeit als Bezirksamtmann und Badkommissar
- 1906 bis nach 1927: Alexander Freiherr von Moreau (1860–1937), Bezirksamtmann
- um 1931: Binder, Kommerzienrat und Major a. D.
- um 1934/35: Rudolf Conrath (1887–1968), Badkommissar und Bezirksamtsvorstand[5]
- 1950–1953: Hans Wutzlhofer (1893–1969), Badkommissar und ab 1952 Kurdirektor, Oberregierungsrat
- 1958–1970: Helmut Göbig, Kurdirektor, zuletzt Präsident der Bezirksfinanzdirektion in Würzburg
- 1971–1986: Walter Rundler (1930–2024), Kurdirektor, zuletzt Präsident der Bezirksfinanzdirektion in Würzburg
- 1986–1998: Detlev Janetzek (1952–2022), Kurdirektor[6]

Ab November 1998 wurde aus der vormals Staatlichen Kurverwaltung die privatwirtschaftlich organisierte Bayer. Staatsbad Bad Kissingen GmbH. Auch deren Geschäftsführer werden in der Öffentlichkeit weiterhin als Kurdirektor bezeichnet, obwohl sie keine Beamten sind:
- 1999–2003: Sigismund von Dobschütz (* 1948), Diplom-Kaufmann, ab 2004 freier Journalist sowie ab 2008 Stadtrat und 2014–2018 Fraktionsvorsitzender der Freien Wähler in Bad Kissingen[7][8]
- 2003–2005: Annette Schumacher geborene Kratz (1968–2021), ab 2013 Mitglied der Geschäftsleitung und kaufmännische Leiterin des paläon-Forschungs- und Erlebniszentrums Schöninger Speere[9]
- 2005–2012: Gunter Sauer (* 1967), ab 2013 Bereichsleiter Betriebswirtschaft an der IHK Oberfranken in Bayreuth[10][11]
- 2013–2018: Frank Oette (* 1972), Diplom-Geograph[12][13]
- seit 2018: Sylvie Thormann (* 1978), Magistra Artium Geographie/Tourismus[14][15][16]